# Битти, Бернардо

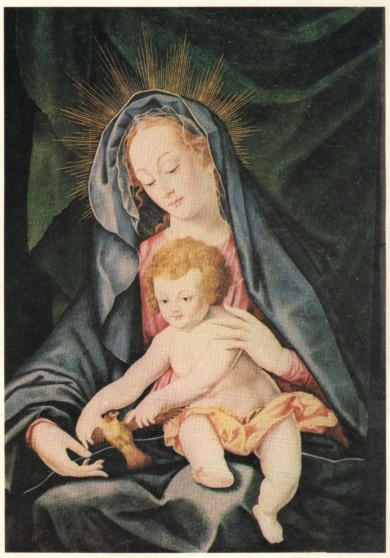
Мадонна с младенцем (Мадонна с птичкой). Бернардо Битти. XVI в.

Бернардо Битти (1548, Камерино — 1610, Лима) — итальянский художник, скульптор, иезуит, активно творивший в Южной Америке в XVI веке.
Представитель маньеризма, оказавший большое влияние на живописное искусство Перу, Боливии и Эквадора.

## Биография

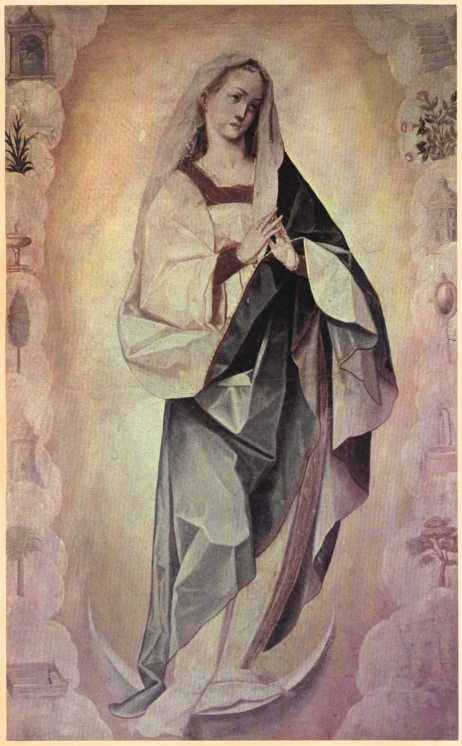

Родился в области Марке на адриатическом побережье Италии. Обучался искусству живописи в Риме. В 20-летнем возрасте вступил в орден иезуитов.
В мае 1575 года был отправлен в Южную Америку в Перу для «евангелизации через искусство» по просьбе местных иезуитов. Для украшения новых церквей и монастырей Перу из Европы привозились живописные полотна и скульптуры. Образов мадонны, Иисуса и святых, доставленных на кораблях, всё же было недостаточно, и за океан устремились художники. Среди прибывших был и представитель итальянского маньеризма Бернардо Битти.
Сначала работал в Лиме, в 1583 году переехал в Куско, позже жил и творил в ряде городов Перу. Между 1595 и 1598 годами вернулся в Куско, чередуя пребывание в Чукисаке и Арекипе.
В 1604 году окончательно вернулся в Лиму, где оставался до своей смерти в 1610 году.

## Творчество

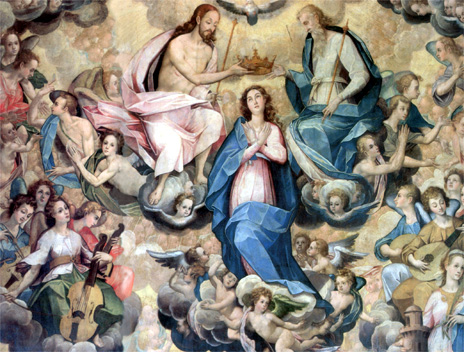
«Коронация Богородицы», церковь Сан-Педро-де-Лима

Битти к моменту прибытия в Перу был уже знаменит многими работами по украшению церквей и коллегий. С таким же заданием художник приехал в 1575 году в Перу, где ему предстояло создавать алтарные картины для церквей в Лиме, Куско и других городах.
В каждом городе, где он жил, создавал скульптуры и картины религиозного жанра, алтари для церквей, коллегий и монастырей местных иезуитов.
С именем Битти связывается и появление в последней четверти XVI века школы Куско — одного из самых своеобразных явлений религиозной живописи, представляющей собой синтез европейских и богатейших художественных традицией доколумбовой эпохи. Начало этому самобытному искусству, в XVI—XVIII веках широко распространившемуся по другим городам у Анд, было положено в 1580-х, когда Битти организовал в древней столице инков мастерскую, в которой индейцев кечуа и метисов стали обучать рисунку и масляной живописи.
Но направление развития колониальной живописи на инкских землях, включавших в то время территории нынешних Перу, Боливии и Эквадора, определилось именно в Куско, под влиянием итальянских маньеристов Бернардо Битти, Матео де Алесио и Анджелино (Анхелино) Медоро — строгая графичность рисунка, присущая стилю маньеризма, оказалась особенно близка индейским художникам.
Хоть Битти никогда не подписывал свои картины, они легкоузнаваемы по его безошибочному стилю. Среди его особенностей можно выделить преобладающее использование линии, простое предложение тонов, удлиненную форму стиля маньеризма, утонченность поз своих персонажей. В фигурах Битти легкость тканей, их пастельные цвета отвечают стремлению к идеализации его фигур.